# Zilvercyanaat
Zilvercyanaat is een zout van zilver en het cyanaat-anion, en heeft als brutoformule AgOCN. De stof komt voor als een beige tot grijs kristallijn poeder, dat zo goed als onoplosbaar is in water.

## Synthese
Zilvercyanaat kan bereid worden door de metathesereactie tussen kaliumcyanaat en zilvernitraat:
{\displaystyle {\ce {AgNO3 + KOCN -> AgOCN + KNO3}}}
Een alternatieve bereidingsmethode is de reactie tussen zilvernitraat en ureum:
{\displaystyle {\ce {AgNO3 + H2NC(=O)NH2 -> AgOCN + NH4NO3}}}

## Eigenschappen
Zilvercyanaat kristalliseert uit in een monoklien kristalsysteem. Het behoort tot de ruimtegroep P21/m en de parameters van de eenheidscel bedragen:
- a = 547,3 pm
- b = 637,2 pm
- c = 341,6 pm
- β = 91°

Zilvercyanaat kent een explosief isomeer, zilverfulminaat. Aan de hand van beide verbindingen ontdekten Justus von Liebig en Friedrich Wöhler aan het begin van de 19e eeuw het concept isomerie.

## Reacties
Zilvercyanaat reageert in waterig midden met salpeterzuur tot zilvernitraat, koolstofdioxide en ammoniumnitraat:
{\displaystyle {\ce {AgOCN + 2HNO3 + H2O -> AgNO3 + CO2 + NH4NO3}}}